# Bräkneån

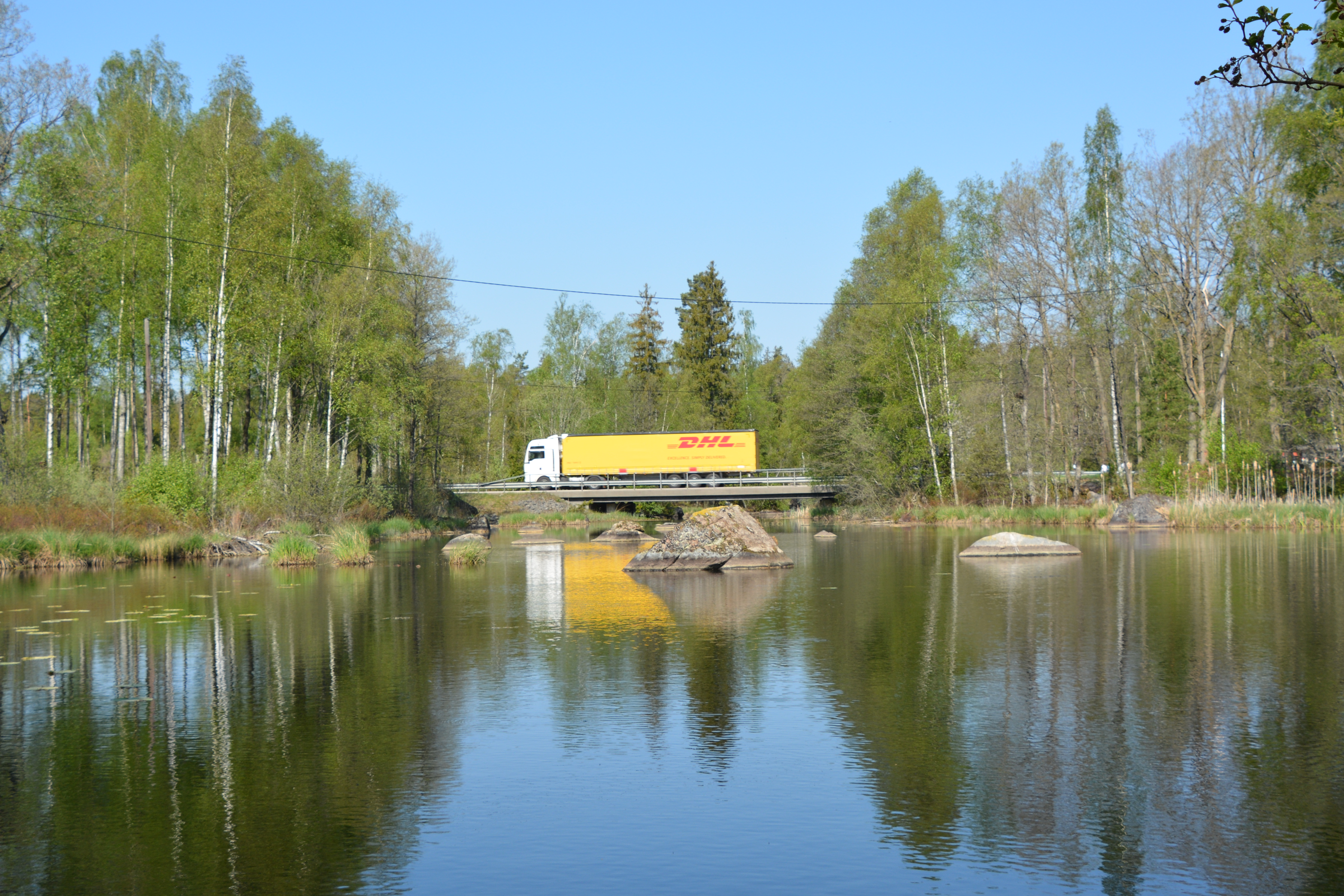
Bron över Bräkneån i Knällsberg

Bräkneån är ett vattendrag i södra Småland och Blekinge, som rinner genom Tingsryds och Ronneby kommuner. Åns totala längd är 84 km, avrinningsområde cirka 460 km². Bräkneån kommer från Fiskestadsjön (136 m ö.h.) i södra Småland, Tingsryds kommun, Kronobergs län, och slingrar sig cirka en halvmil till sjön Ygden i söder (129 m ö.h.). Från Ygden går Bräkneån via Tingsryd till sjön Tiken (125 m ö.h.) och når därefter Blekinge. (En rastplats vid Bräkneån finns längs riksväg 29, strax före blekingegränsen).
I Blekinge passeras bland annat byn Bälganet och tätorten Bräkne-Hoby vid E22, innan Bräkneån slutligen mynnar i Östersjön vid Väby.